# 768 Struveana
Struveana (asteróide 768) é um asteróide da cintura principal, a 2,497752 UA. Possui uma excentricidade de 0,2061615 e um período orbital de 2 038,54 dias (5,58 anos).
Struveana tem uma velocidade orbital média de 16,79129392 km/s e uma inclinação de 16,23535º.
Esse asteroide foi descoberto em 4 de Outubro de 1913 por Grigory Neujmin.